# Maloya (Reifenhersteller)
Die Maloya AG, gegründet 1936 von Fritz Maurer, war ein Schweizer Reifenhersteller.
Die „Schweizerische Velo-Pneufabrik Fritz Maurer“ wurde 1936 in einer ehemaligen Seidenbandfabrik in Gelterkinden als erster Reifenhersteller in der Schweiz eröffnet. Zunächst benannt nach dem Maloja-Pass, der sich im Heimatkanton des Firmengründers befindet, wurden Fahrradreifen hergestellt. Ab 1949 wurde die Produktpalette um Motorradreifen und Autoreifen erweitert. Steigende Umsätze und einige Firmenübernahmen führten zu schnellem Wachstum, ab 1972 begann Maloya mit der Produktion von Radialreifen. Konzentriert auf neue Absatzmärkte, änderte man die Schreibweise des Firmennamens in „Maloya“ mit einem „y“, die ursprüngliche Schreibweise „Maloja“ hatte eine zu starke regionale Klangfärbung. Mit der Schliessung der Firestone-Reifenfabrik in Pratteln war Maloya der letzte Schweizer Reifenhersteller.
Um international konkurrenzfähig zu bleiben, ging das Unternehmen 1993 eine Partnerschaft mit der niederländischen Vredestein-Gruppe ein. Beide Unternehmen konzentrierten ihre Forschungs- und Entwicklungsaktivitäten in Enschede. Auch die Reifenproduktion findet hauptsächlich in den Niederlanden statt. Mittlerweile ist das Unternehmen auch im Segment der Sommerreifen aktiv.
Im Zuge der Übernahme der Maloya AG durch die Vredestein-Gruppe wurden 1993 die Aktivitäten der Maloya AG an die neu gegründete Maloya Vredestein AG (heute Vredestein Schweiz AG) übertragen und die Maloya AG aufgelöst. 2004 verschwand der Name Maloya auch aus dem gemeinschaftlichen Unternehmensnamen, blieb aber als Markenname erhalten.